# Fórmula BMW
La Fórmula BMW fue un conjunto de campeonatos de monoplazas surgidos de Alemania y que se disputaron en Europa, Asia y Norteamérica, basado en el Formula BMW FB02 de Mygale, un fórmula que BMW desarrolló para formar de pilotos de automovilismo egresados del karting, de la misma manera que la Fórmula Ford y la Fórmula Renault 1.6.

## Historia
Con él se empezaron a disputar la Fórmula BMW Alemana en 1998, la portuguesa en 1999, la Asiática en 2003, y tanto la Británica como la estadounidense en 2004. Durante cuatro años, al terminar la temporada, los mejores pilotos de las distintas categorías corrían una final donde el vencedor ganaba el derecho a probar un BMW Sauber de Fórmula 1.
Para la temporada 2008, los campeonatos de Alemania y Gran Bretaña se fusionaron en la nueva Fórmula BMW Europea. Al mismo tiempo, la división norteamericana cambió de nombre a Fórmula BMW America al agregársele carreras en Brasil y Canadá. Esa temporada, la Fórmula BMW Europea participó en 12 de las 18 fechas de la temporada 2008 de Fórmula 1, de dos fechas de la American Le Mans Series, y del Gran Premio de Macao.
Tras descontinuarse la serie americana tras 2009, la asiática y la europea desaparecieron al año siguiente. La primera se reconvirtió en el campeonato JK Racing Asia Series que duraría 2 temporadas, mientras la segunda se renombró a Fórmula BMW Talent Cup y duraría tres.

## Características

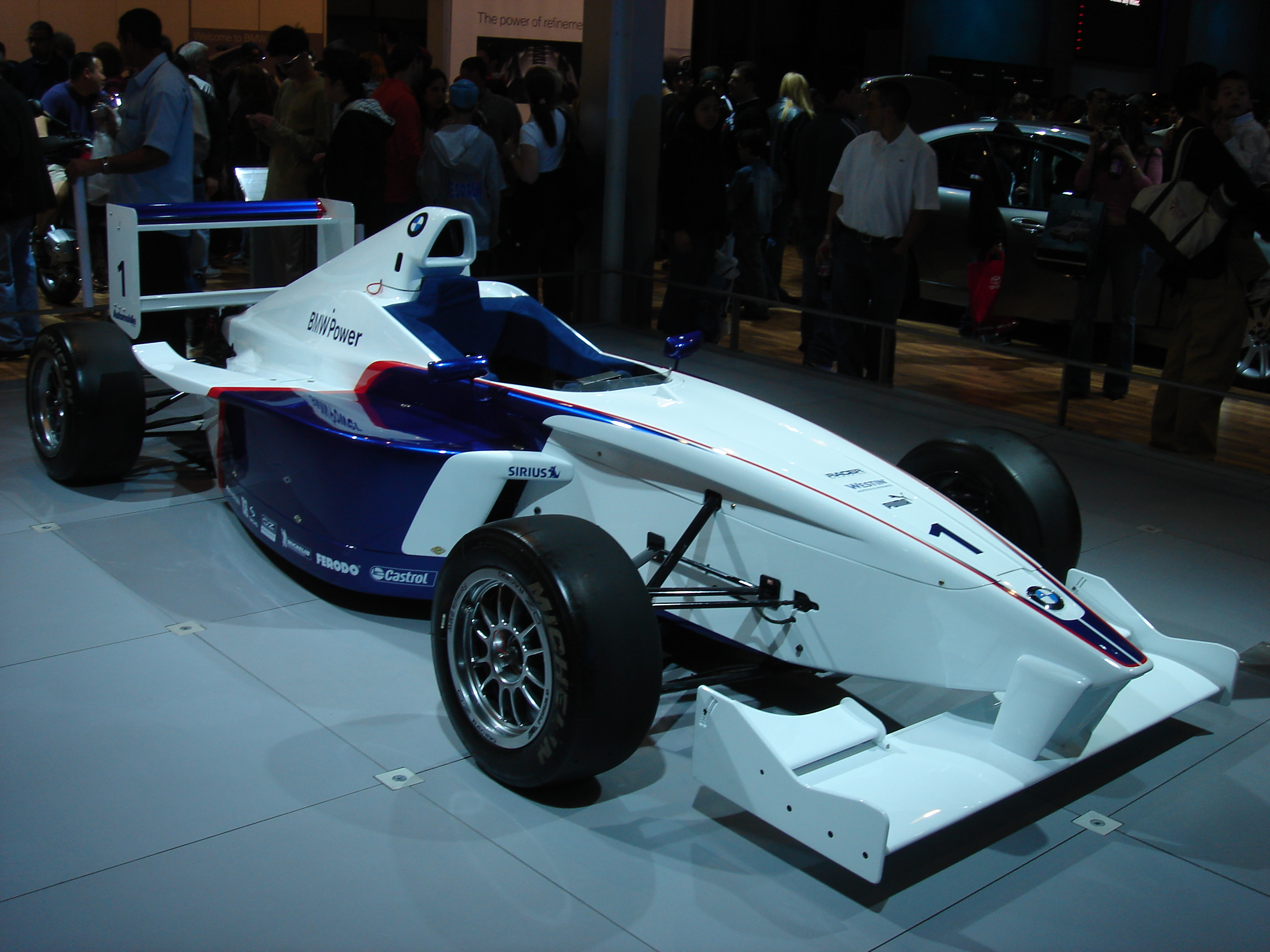
Un Fórmula BMW.

Cada carrera tenía una duración de 60 km o 30 minutos, lo que se cumpliera primero. La puntuación para los diez pilotos mejor colocados era 20-15-12-10-8-6-4-3-2-1. El piloto únicamente podía cambiar los reglajes de la caja de cambios, la suspensión, los frenos y los alerones del automóvil. Todos los monoplazas contaban con las mismas características técnicas:
- Motor de gasolina de cuatro cilindros en línea, 1.2 litros de cilindrada y una potencia máxima aproximada de 140 CV
- Chasis tubular de fibra de carbono
- Caja de cambios secuencial de seis marchas
- Peso en vacío: 455 kg

## Circuitos
| Fórmula BMW ADAC Datos: 2002-2007 - A1 Ring (2002-2003) - Adria (2003-2004) - Brno (2004-2005) - Montmeló (2007) - Hockenheimring (2002-2007) - Lausitzring (2002-2007) - Nürburgring (2002-2007) - Norisring (2002-2007) - Oschersleben (2004-2007) - Sachsenring (2002) - Spa-Francorchamps (2005) - Zandvoort (2002-2007) - Zolder (2002) | Fórmula BMW Reino Unido - Brands Hatch (2004-2007) - Croft (2004-2007) - Donington (2004-2007) - Knockhill (2004-2007) - Mondello Park (2004-2006) - Oulton Park (2004-2007) - Rockingham (2004-2005,2007) - Snetterton (2006-2007) - Silverstone (2004-2007) - Thruxton (2004-2007) | Fórmula BMW Europa - Montmeló (2008-2010) - Hockenheimring (2008,2010) - Hungaroring (2008-2010) - Nürburgring (2009) - Silverstone (2008-2010) - Spa-Francorchamps (2008-2010) - Valencia (2008-2010) - Zandvoort (2009-2010) - Zolder (2008) |

## Campeones

### Europa
| Año  | Piloto                 | Escudería                | Piloto                        | Escudería                     |
|      | Fórmula BMW ADAC       | Fórmula BMW ADAC         | Fórmula BMW Junior Cup Iberia | Fórmula BMW Junior Cup Iberia |
| ---- | ---------------------- | ------------------------ | ----------------------------- | ----------------------------- |
| 1998 | Stefan Mücke           | Mücke Motorsport         |                               |                               |
| 1999 | André Lotterer         | BMW Rookie Team          | Martin Tomczyk                |                               |
| 2000 | Hannes Lachinger       | BMW Rookie Team          | Ricardo Megre                 |                               |
| 2001 | Timo Glock             | BMW Rookie Team          | Filipe Figueiredo             |                               |
| 2002 | Nico Rosberg           | Viva Racing/Team Rosberg | Nuno Pinto                    |                               |
| 2003 | Maximilian Götz        | ADAC Berlin-Brandenburg  | Juan Ignacio Cáceres          |                               |
|      | Fórmula BMW ADAC       | Fórmula BMW ADAC         | Fórmula BMW UK                | Fórmula BMW UK                |
| 2004 | Sebastian Vettel       | ADAC Berlin-Brandenburg  | Tim Bridgman                  | Tim Bridgam Racing            |
| 2005 | Nico Hülkenberg        | Josef Kaufmann Racing    | Dean Smith                    | Nexa Racing                   |
| 2006 | Christian Vietoris     | Josef Kaufmann Racing    | Niall Breen                   | Fortec Motorsport             |
| 2007 | Jens Klingmann         | Eifelland Racing         | Marcus Ericsson               | Fortec Motorsport             |
|      | Fórmula BMW Europa     |                          |                               |                               |
| 2008 | Esteban Gutiérrez      | Josef Kaufmann Racing    |                               |                               |
| 2009 | Felipe Nasr            | EuroInternational        |                               |                               |
| 2010 | Robin Frijns           | Josef Kaufmann Racing    |                               |                               |
|      | Fórmula BMW Talent Cup |                          |                               |                               |
| 2011 | Stefan Wackerbauer     |                          |                               |                               |
| 2012 | Marvin Dienst          |                          |                               |                               |
| 2013 | Robin Hansson          |                          |                               |                               |

| Año  | Piloto                | Escudería       |
|      | Fórmula Baviera       | Fórmula Baviera |
| ---- | --------------------- | --------------- |
| 2004 | Arturo Llobell        |                 |
|      | Master Junior Fórmula |                 |
| 2005 | Iago Rego             |                 |
| 2006 | Daniel Campos-Hull    |                 |
| 2007 | Isaac López           |                 |
|      | Fórmula LO            |                 |
| 2008 | Joël Volluz           | Daltec Racing   |
| 2009 | Kevin Giovesi         | Daltec Racing   |
| 2010 | Michael Lamotte       | Daltec Racing   |
| 2011 | Philip Elis           | Daltec Racing   |
| 2012 | Levin Amweg           | GU-Racing       |

### Asia / América
| Año  | Piloto               | Escudería                | Piloto               | Escudería                 |
|      | Fórmula BMW Asia     | Fórmula BMW Asia         | Fórmula BMW USA      | Fórmula BMW USA           |
| ---- | -------------------- | ------------------------ | -------------------- | ------------------------- |
| 2003 | Ho-Pin Tung          | Team Meritus             |                      |                           |
| 2004 | Marchy Lee           | Team Meritus             | Andreas Wirth        | HBR/Powerslide Motorsport |
| 2005 | Salman Al Khalifa    | Team E-Rain              | Richard Philippe     | Team Autotecnica          |
| 2006 | Earl Bamber          | Team Meritus             | Robert Wickens       | EuroInternational         |
| 2007 | Jazeman Jaafar       | CIMB Qi-Meritus          | Daniel Morad         | EuroInternational         |
|      | Fórmula BMW Pacífico | Fórmula BMW Pacífico     | Fórmula BMW Américas | Fórmula BMW Américas      |
| 2008 | Ross Jamison         | Team Meritus             | Alexander Rossi      | EuroInternational         |
| 2009 | Rio Haryanto         | Questnet Team Qi-Meritus | Gabriel Chaves       | EuroInternational         |
| 2010 | Richard Bradley      | Eurasia Motorsport       |                      |                           |

| Año  | Piloto                | Escudería             |
|      | JK Racing Asia Series | JK Racing Asia Series |
| ---- | --------------------- | --------------------- |
| 2011 | Lucas Auer            | EuroInternational     |
| 2012 | Aston Hare            | EuroInternational     |
|      | AsiaCup Series        |                       |
| 2013 | Matthew Swanepoel     |                       |
| 2014 | Jake Parsons          |                       |
| 2015 | Jordan Love           |                       |

### Final Mundial Fórmula BMW
| Año  | Circuito                         | Piloto             | Escudería             |
| ---- | -------------------------------- | ------------------ | --------------------- |
| 2005 | Circuito Internacional de Baréin | Marco Holzer       | AM-Holzer Rennsport   |
| 2006 | Circuito Ricardo Tormo           | Christian Vietoris | Josef Kaufmann Racing |
| 2007 | Circuito Ricardo Tormo           | Philipp Eng        | Mücke Motorsport      |
| 2008 | Autódromo Hermanos Rodríguez     | Alexander Rossi    | EuroInternational     |

1. 1 2  Aunque competían con chasis de Fórmula BMW, las series no estaban reconocidas ni compartían reglamento aprobado por BMW Motorsport.